# Dimítris Salpingídis
Dimitrios « Dimitris » Salpingídis (en grec : Δημήτρης Σαλπιγγίδης), né le 18 août 1981 à Thessalonique en Grèce, est un footballeur international grec. Il évoluait au poste d'ailier droit.

## Biographie
(juillet 2016).
Le contenu est difficilement compréhensible vu les erreurs de traduction, qui sont peut-être dues à l'utilisation d'un logiciel de traduction automatique.

### En club
Dimitris Salpingídis commencE sa carrière dans les rangs de jeunes du PAOK Salonique, l'équipe qu'il a soutenue étant enfant. En reconnaissant son potentiel et pour gagner beaucoup d'expérience nécessaire, il est prêté pour deux saisons successives à Kavala FC où il finit meilleur buteur de deuxième division. Son mentor réclame alors un retour au PAOK FC, il devient en peu de temps une partie intégrante de l'équipe.
Il réussit à gagner une place dans l'équipe de départ, juste quelques mois après revenant du prêt. La saison suivante, l'équipe, tourmentée par problèmes financiers, a éprouvé un exode de ses meilleurs joueurs comme le gréviste Ioannis Okkas et Giorgos Georgiadis. Salpingídis, à l'âge de 21 ans, est devenu gréviste et capitaine de son club. La saison 2003-2004 s'est avérée être mieux, le PAOK finissant à une inattendue 3e place. En fin de saison, malgré une élimination pendant les qualifications de la Ligue des champions par le Maccabi-Tel Aviv, il obtient un bilan de 50 buts en 103 matchs pour un bilan impressionnant de presque un but tous les deux matchs.
En butte à des soucis financiers, le PAOK vend finalement le joueur au Panathinaïkós après de longues négociations le 16 août 2006 pour 1,8 million d'euros et en échange de trois autres joueurs. Lors de ses débuts avec le Pana, il impressionne déjà en inscrivant un coup du chapeau face à Aigaleo en Coupe de L'UEFA.
Avec ses 75 matchs en Ligue Europa, Salpingidis est le troisième joueur comptant le plus d'apparitions dans cette compétition, derrière Giuseppe Bergomi (96) et Frank Rost (90).

### En équipe nationale
En Équipe nationale grecque, il a inscrit 6 buts en 46 apparitions. Malgré ce faible bilan, il inscrit face à l'Ukraine le but décisif (1-0) en barrage retour qui envoie la Grèce à la Coupe du monde 2010.
Le 17 juin 2010, il inscrit le premier but de l'histoire de la Grèce en phase finale de Coupe du monde contre le Nigeria, permettant l'égalisation à son équipe (victoire finale 2-1, second but de Vasílis Torosídis).
Deux ans plus tard, il est convoqué pour participer à l'Euro 2012, compétition dans laquelle il inscrit deux buts : face à la Pologne au premier tour et face à l'Allemagne en 1/4 de finale. 

## Buts internationaux
| Buts en sélection de Dimítris Salpingídis | Buts en sélection de Dimítris Salpingídis | Buts en sélection de Dimítris Salpingídis         | Buts en sélection de Dimítris Salpingídis | Buts en sélection de Dimítris Salpingídis | Buts en sélection de Dimítris Salpingídis | Buts en sélection de Dimítris Salpingídis |
| #                                         | Date                                      | Lieu                                              | Adversaire                                | Score                                     | Résultat                                  | Compétition                               |
| ----------------------------------------- | ----------------------------------------- | ------------------------------------------------- | ----------------------------------------- | ----------------------------------------- | ----------------------------------------- | ----------------------------------------- |
| 1.                                        | 5 février 2008                            | Stade GSP, Strovolos (Chypre)                     | Tchéquie                                  | 1-0                                       | 1-0                                       | Match amical                              |
| 2.                                        | 1er avril 2009                            | Pankritio Stadium, Heraklion (Grèce)              | Israël                                    | 1-0                                       | 2-1                                       | Qualifications Coupe du monde 2010        |
| 3.                                        | 18 novembre 2009                          | Donbass Arena, Donetsk (Ukraine)                  | Ukraine                                   | 0-1                                       | 0-1                                       | Barrages Coupe du monde 2010              |
| 4.                                        | 17 juin 2010                              | Free State Stadium, Bloemfontein (Afrique du Sud) | Nigeria                                   | 1-1                                       | 2-1                                       | Coupe du monde 2010                       |
| 5.                                        | 11 août 2010                              | Stade de l'Étoile rouge, Belgrade (Serbie)        | Serbie                                    | 0-1                                       | 0-1                                       | Match amical                              |
| 6.                                        | 12 octobre 2010                           | Stade Karaïskaki, Le Pirée (Grèce)                | Israël                                    | 1-0                                       | 2-1                                       | Qualifications Euro 2012                  |
| 7.                                        | 29 février 2012                           | Pankritio Stadium, Heraklion (Grèce)              | Belgique                                  | 1-1                                       | 1-1                                       | Match amical                              |
| 8.                                        | 8 juin 2012                               | Stade national de Varsovie, Varsovie (Pologne)    | Pologne                                   | 1-1                                       | 1-1                                       | Euro 2012                                 |
| 9.                                        | 22 juin 2012                              | Gdansk Arena, Gdansk (Pologne)                    | Allemagne                                 | 4-2                                       | 4-2                                       | Euro 2012                                 |
| 10.                                       | 16 octobre 2012                           | Štadión Pasienky, Bratislava (Slovaquie)          | Slovaquie                                 | 0-1                                       | 0-1                                       | Qualifications Coupe du monde 2014        |
| 11.                                       | 10 septembre 2013                         | Stade Karaïskaki, Le Pirée (Grèce)                | Lettonie                                  | 1-0                                       | 1-0                                       | Qualifications Coupe du monde 2014        |
| 12.                                       | 15 octobre 2013                           | Stade Karaïskaki, Le Pirée (Grèce)                | Liechtenstein                             | 1-0                                       | 2-0                                       | Qualifications Coupe du monde 2014        |
| 13.                                       | 15 novembre 2013                          | Stade Karaïskaki, Le Pirée (Grèce)                | Roumanie                                  | 2-1                                       | 3-1                                       | Barrages Coupe du monde 2014              |

## Statistiques
| Saison                | Club                  | Championnat           | Championnat | Championnat | Coupe(s) nationale(s) | Coupe(s) nationale(s) | Compétition(s) continentale(s) | Compétition(s) continentale(s) | Compétition(s) continentale(s) | Play-Off | Play-Off | Sélection       | Sélection | Sélection | Total | Total |
| Saison                | Club                  | Division              | M.          | B.          | M.                    | B.                    | Comp.                          | M.                             | B.                             | M.       | B.       | Équipe          | M.        | B.        | M.    | B.    |
| 1997-1998             | PAOK Salonique        | 1                     | 0           | 0           | 0                     | 0                     | -                              | -                              | -                              | -        | -        | Grèce - 16 ans  | 5         | 3         | 5     | 3     |
| 1998-1999             | PAOK Salonique        | 1                     | 0           | 0           | 0                     | 0                     | -                              | -                              | -                              | -        | -        | -               | -         | -         | 0     | 0     |
| 1999-2000             | AEL Larissa (prêt)    | 2                     | 7           | 0           | 0                     | 0                     | -                              | -                              | -                              | -        | -        | Grèce - 18 ans  | 2         | 3         | 9     | 3     |
| 2000-2001             | AO Kavala (prêt)      | 2                     | 15          | 5           | 2                     | 0                     | -                              | -                              | -                              | -        | -        | -               | -         | -         | 17    | 5     |
| 2001-2002             | AO Kavala (prêt)      | 2                     | 28          | 20          | 5                     | 1                     | -                              | -                              | -                              | -        | -        | Grèce Espoirs   | 13        | 2         | 46    | 23    |
| 2002-2003             | PAOK Salonique        | 1                     | 15          | 3           | 4                     | 2                     | C3                             | 4                              | 1                              | -        | -        | -               | -         | -         | 23    | 6     |
| 2003-2004             | PAOK Salonique        | 1                     | 29          | 16          | 4                     | 2                     | C3                             | 4                              | 0                              | -        | -        | -               | -         | -         | 37    | 18    |
| 2004-2005             | PAOK Salonique        | 1                     | 29          | 14          | 3                     | 1                     | C1+C3                          | 2+2                            | 0+2                            | -        | -        | Grèce olympique | 3         | 0         | 39    | 17    |
| 2005-2006             | PAOK Salonique        | 1                     | 30          | 17          | 1                     | 0                     | C3                             | 6                              | 3                              | -        | -        | Grèce           | 9         | 0         | 46    | 20    |
| 2006-2007             | Panathinaïkos         | 1                     | 27          | 14          | 6                     | 0                     | C3                             | 8                              | 3                              | -        | -        | Grèce           | 3         | 0         | 44    | 17    |
| 2007-2008             | Panathinaïkos         | 1                     | 30          | 15          | 1                     | 0                     | C3                             | 6                              | 4                              | 1        | 0        | Grèce           | 9         | 1         | 47    | 20    |
| 2008-2009             | Panathinaïkos         | 1                     | 34          | 12          | 4                     | 0                     | C1                             | 12                             | 3                              | 6        | 2        | Grèce           | 6         | 1         | 62    | 18    |
| 2009-2010             | Panathinaïkos         | 1                     | 29          | 5           | 4                     | 1                     | C1+C3                          | 4+9                            | 3+3                            | -        | -        | Grèce           | 11        | 2         | 57    | 14    |
| 2010-2011             | PAOK Salonique        | 1                     | 36          | 9           | 6                     | 1                     | C1+C3                          | 2+9                            | 1+1                            | 6        | 3        | Grèce           | 10        | 2         | 69    | 17    |
| 2011-2012             | PAOK Salonique        | 1                     | 35          | 7           | 2                     | 0                     | C3                             | 8                              | 3                              | 2        | 0        | Grèce           | 10        | 3         | 57    | 13    |
| 2012-2013             | PAOK Salonique        | 1                     | 31          | 11          | 6                     | 3                     | C3                             | 3                              | 0                              | -        | -        | Grèce           | 9         | 1         | 49    | 15    |
| 2013-2014             | PAOK Salonique        | 1                     | 11          | 1           | 0                     | 0                     | C3                             | 9                              | 2                              | -        | -        | Grèce           | 5         | 3         | 25    | 6     |
| Total sur la carrière | Total sur la carrière | Total sur la carrière | 386         | 149         | 48                    | 11                    | -                              | 88                             | 30                             | 15       | 5        | -               | 72        | 13        | 609   | 208   |